# It Wasn't Me
"It Wasn't Me" là một bài hát của nghệ sĩ thu âm người Jamaica gốc Mỹ Shaggy hợp tác với nghệ sĩ thu âm người Jamaica gốc Anh quốc Rikrok nằm trong album phòng thu thứ năm của Shaggy, Hot Shot (2001). Nó được phát hành vào ngày 11 tháng 9 năm 2000 như là đĩa đơn đầu tiên trích từ album bởi MCA Records. Bài hát được đồng viết lời bởi Shaggy, Rikrok, Sylvester Allen, Shaun Pizzonia và Brian Thompson, trong đó sử dụng đoạn nhạc mẫu từ bài hát năm 1975 của War "Smile Happy" (viết lời bởi Papa Dee Allen, Harold Ray Brown, B. B. Dickerson, Lonnie Jordan, Charles Miller, Lee Oskar và Howard E. Scott), và được sản xuất bởi Pizzonia. Đây là một bản reggae fusion và pop với nội dung đề cập đến phản ứng của một người đàn ông khi bị bạn gái của anh phát hiện đang ngoại tình, trong đó anh nghe theo lời khuyên từ bạn của mình và phủ nhận điều đó.
Sau khi phát hành, "It Wasn't Me" nhận được những phản ứng tích cực từ các nhà phê bình âm nhạc, trong đó họ đánh giá cao giai điệu bắt tai cũng như quá trình sản xuất của nó. Bài hát còn gặt hái nhiều giải thưởng và đề cử tại những lễ trao giải lớn, bao gồm đề cử giải Grammy cho Hợp tác giọng Pop xuất sắc nhất tại lễ trao giải thường niên lần thứ 44. "It Wasn't Me" cũng đạt được những thành công vượt trội về mặt thương mại, đứng đầu các bảng xếp hạng ở Úc, Pháp, Ireland, Hà Lan và Vương quốc Anh, và lọt vào top 10 ở hầu hết những quốc gia nó xuất hiện, bao gồm vươn đến top 5 ở nhiều thị trường lớn như Áo, Bỉ, Đan Mạch, Đức, Ý, Na Uy, Thụy Điển và Thụy Sĩ. Tại Hoa Kỳ, bài hát đạt vị trí số một trên bảng xếp hạng Billboard Hot 100 trong hai tuần liên tiếp, trở thành đĩa đơn quán quân đầu tiên của Shaggy tại đây.
Video ca nhạc cho "It Wasn't Me" được đạo diễn bởi Stephen Scott với nội dung tương tự như lời bài hát, trong đó Rikrok hóa thân thành người đàn ông phản bội người yêu của mình và nghe theo lời khuyên của Shaggy để phủ nhận điều đó. Để quảng bá bài hát, nam ca sĩ đã trình diễn nó trên nhiều chương trình truyền hình và lễ trao giải lớn, bao gồm CD:UK, Saturday Night Live, Top of the Pops, chương trình hòa nhạc Michael Jackson: 30th Anniversary Special, giải thưởng âm nhạc Billboard năm 2001 và giải thưởng Âm nhạc Thế giới năm 2001. Được ghi nhận là một trong những bài hát trứ danh trong sự nghiệp của Shaggy, "It Wasn't Me" đã xuất hiện trong tất cả những album tuyển tập của ông kể từ khi phát hành, như Mr. Lover Lover: The Best of Shaggy...part 1 (2002), The Best of Shaggy (2008) và Best of Shaggy: The Boombastic Collection (2008), và được hát lại và sử dụng làm nhạc mẫu bởi một số nghệ sĩ, bao gồm Fifth Harmony và Liam Payne.

## Danh sách bài hát
Đĩa CD tại châu Âu
1. "It Wasn't Me" (radio chỉnh sửa) – 3:43
2. "It Wasn't Me" (Vocal 12" phối) – 3:49
3. "Dance & Shout" (Pussy 2000 Club phối chỉnh sửa) – 8:07
4. "It Wasn't Me" (video) – 3:43

Đĩa CD tại Anh quốc
1. "It Wasn't Me" (radio chỉnh sửa) – 3:43
2. "It Wasn't Me" (Vocal 12" phối) – 3:49

Đĩa CD maxi tại Hoa Kỳ
1. "It Wasn't Me" – 3:49
2. "It Wasn't Me" (Squeaky phối lại) – 3:50
3. "It Wasn't Me" (không lời) – 3:51
4. "It Wasn't Me" (Sports phối lại) – 3:27

## Xếp hạng
| Bảng xếp hạng (2000-01)                  | Vị trí cao nhất |
| ---------------------------------------- | --------------- |
| Úc (ARIA)                                | 1               |
| Áo (Ö3 Austria Top 40)                   | 3               |
| Bỉ (Ultratop 50 Flanders)                | 1               |
| Bỉ (Ultratop 50 Wallonia)                | 2               |
| Brazil (ABPD)                            | 1               |
| Đan Mạch (Tracklisten)                   | 2               |
| Châu Âu (European Hot 100 Singles)       | 1               |
| Phần Lan (Suomen virallinen lista)       | 11              |
| Pháp (SNEP)                              | 1               |
| Đức (Official German Charts)             | 4               |
| Ireland (IRMA)                           | 1               |
| Ý (FIMI)                                 | 2               |
| Hà Lan (Dutch Top 40)                    | 1               |
| Hà Lan (Single Top 100)                  | 1               |
| New Zealand (Recorded Music NZ)          | 6               |
| Na Uy (VG-lista)                         | 2               |
| Tây Ban Nha (PROMUSICAE)                 | 13              |
| Thụy Điển (Sverigetopplistan)            | 2               |
| Thụy Sĩ (Schweizer Hitparade)            | 2               |
| Anh Quốc (OCC)                           | 1               |
| Hoa Kỳ Billboard Hot 100                 | 1               |
| Hoa Kỳ Pop Airplay (Billboard)           | 1               |
| Hoa Kỳ Hot R&B/Hip-Hop Songs (Billboard) | 3               |
| Hoa Kỳ Rhythmic (Billboard)              | 1               |

| Bảng xếp hạng                        | Vị trí |
| ------------------------------------ | ------ |
| Ireland (IRMA)                       | 12     |
| UK Singles (Official Charts Company) | 58     |

| Bảng xếp hạng (2001)                 | Vị trí |
| ------------------------------------ | ------ |
| Australia (ARIA)                     | 2      |
| Austria (Ö3 Austria Top 75)          | 25     |
| Belgium (Ultratop 50 Flanders)       | 6      |
| Belgium (Ultratop 40 Wallonia)       | 6      |
| Denmark (Tracklisten)                | 18     |
| Europe (European Hot 100 Singles)    | 3      |
| Finland (Suomen virallinen lista)    | 92     |
| France (SNEP)                        | 7      |
| Germany (Official German Charts)     | 20     |
| Ireland (IRMA)                       | 2      |
| Italy (FIMI)                         | 22     |
| Japan (Tokyo Hot 100)                | 87     |
| Netherlands (Dutch Top 40)           | 7      |
| Netherlands (Single Top 100)         | 6      |
| Norway Spring Period (VG-lista)      | 11     |
| Norway Winter Period (VG-lista)      | 3      |
| Sweden (Sverigetopplistan)           | 25     |
| Switzerland (Schweizer Hitparade)    | 17     |
| UK Singles (Official Charts Company) | 1      |
| US Billboard Hot 100                 | 12     |
| US Hot Rap Songs (Billboard)         | 5      |
| US Hot R&B/Hip-Hop Songs (Billboard) | 28     |

| Bảng xếp hạng (2000-09)              | Vị trí |
| ------------------------------------ | ------ |
| Australia (ARIA)                     | 62     |
| France (SNEP)                        | 64     |
| Netherlands (Single Top 100)         | 29     |
| UK Singles (Official Charts Company) | 4      |
| US Billboard Hot 100                 | 81     |

## Chứng nhận
| Quốc gia                                                                           | Chứng nhận  | Số đơn vị/doanh số chứng nhận |
| ---------------------------------------------------------------------------------- | ----------- | ----------------------------- |
| Úc (ARIA)                                                                          | 3× Bạch kim | 210.000^                      |
| Áo (IFPI Áo)                                                                       | Vàng        | 15.000*                       |
| Bỉ (BEA)                                                                           | Bạch kim    | 30.000*                       |
| Đan Mạch (IFPI Đan Mạch)                                                           | Bạch kim    | 60.000^                       |
| Pháp (SNEP)                                                                        | Bạch kim    | 500.000*                      |
| Đức (BVMI)                                                                         | Vàng        | 250.000^                      |
| Hà Lan (NVPI)                                                                      | Bạch kim    | 60.000^                       |
| Na Uy (IFPI)                                                                       | Bạch kim    | 0*                            |
| Thụy Điển (GLF)                                                                    | Bạch kim    | 40.000^                       |
| Thụy Sĩ (IFPI)                                                                     | Vàng        | 15.000^                       |
| Anh Quốc (BPI)                                                                     | 2× Bạch kim | 1,657,810                     |
| * Chứng nhận dựa theo doanh số tiêu thụ. ^ Chứng nhận dựa theo doanh số nhập hàng. |             |                               |